# Giorgio Doria Pamphilj
Pour les articles homonymes, voir Famille Doria.
Giorgio Doria Pamphilj Landi, né le 17 novembre 1772 à Rome, alors capitale des États pontificaux, et mort le 16 novembre 1837 dans la même ville, est un cardinal italien du début du XIXe siècle.

## Biographie
Giorgio Doria Pamphil fait partie de la famille illustre des princes de Melfi  et de la famille Doria,  qui compte beaucoup de cardinaux. Il est notamment le neveu des cardinaux Antonio Maria Doria Pamphilj et Giuseppe Maria Doria Pamphilj.
Le pape Pie VII le crée cardinal in pectore lors du consistoire du 8 mars 1816. Sa création est publiée le 22 juillet de la même année.
Giorgio Doria Pamphilj est préfet de la sainte Congrégation des rites (1821) et de la Congrégation des indulgences et des saintes reliques (1822). Il participe aux conclaves de 1823, 1829 et 1830-1831. Il est devenu aveugle à la fin de sa vie.